# Ненад Рашевић
Ненад Рашевић (Рума, 16. априла 2000) српски је фудбалер који тренутно наступа за Текстилац из Дервенте. Висок је 191 центиметар и игра на позицији централног одбрамбеног играча, а боље се сналази десном ногом.

## Каријера
Ненад Рашевић је фудбалом почео да се бави у Руми, где је од своје шесте године тренирао у локалном Словену. Касније је био члан Инђије, док је 2017. године приступио шабачкој Мачви. У том клубу је годину дана играо за омладинску селекцију, након чега је тим напустио као слободан играч. У јесен 2018, вратио се у Инђију, док је у априлу 2019. године прешао у чајетински Златибор. Одмах затим, лиценциран је за први тим тог клуба у доигравању доигравању Прве лиге Србије. У протоколу тог такмичења по први пут се нашао у 32. колу, када је сусрет против ТСЦ Бачке Тополе провео на клупи за резервне играче. Неколико дана касније, на следећој утакмици, Рашевић је одиграо свих 90 минута у поразу од 4ː1 против Јавора у Ивањици. До краја сезоне је још неколико пута био у протоколима утакмица Прве лиге Србије, док је лета исте године напустио клуб и прешао у екипу Текстилца из Дервенте. За тај састав дебитовао је на отварању такмичарске 2019/20. у Првој лиги Републике Српске, када је био стрелац у победи на гостовању Слоги из Горњег Црњелова на стадиону Пролетера у Дворовима.

## Статистика

#### Клупска
| Клуб               | Сезона   | Лига                       | Лига    | Лига   | Национални куп | Национални куп | Европа  | Европа | Остало  | Остало | Укупно  | Укупно |
| Клуб               | Сезона   | Дивизија                   | Наступа | Голова | Наступа        | Голова         | Наступа | Голова | Наступа | Голова | Наступа | Голова |
| ------------------ | -------- | -------------------------- | ------- | ------ | -------------- | -------------- | ------- | ------ | ------- | ------ | ------- | ------ |
| Златибор Чајетина  | 2018/19. | Прва лига Србије           | 1       | 0      | —              | —              | —       | —      | 0       | 0      | 1       | 0      |
| Текстилац Дервента | 2019/20. | Прва лига Републике Српске | 10      | 2      | 1              | 0              | —       | —      | 2       | 0      | 13      | 1      |
| Каријера           | Каријера | Каријера                   | 11      | 1      | 1              | 0              | —       | —      | 2       | 0      | 14      | 1      |

- Ажурирано 21. октобар 2019. године.